# درگیری ۲۰۲۱ قرقیزستان و تاجیکستان
درگیری مرزی از ۲۸ آوریل تا ۱ مه ۲۰۲۱ میان قرقیزستان و تاجیکستان رخ داد. گفته می‌شود درگیری به دلیل اختلاف قدیمی بر سر منابع آب میان این دو کشور واقع در آسیای میانه آغاز شده‌است اما برخی منابع دلیل درگیری را نارضایتی مردم محلی از نصب دوربین‌های نظارتی در نزدیکی مرز دو کشور قلمداد کردند. حداقل ۴۶ نفر در این حوادث کشته شدند و بیش از ۳۰٬۰۰۰ غیرنظامی آواره گشتند.

## زمینه
تاجیکستان و قرقیزستان را بیش از ۹۰۰ کیلومتر مرز رسمی جدا می‌کند. با این حال تقریباً نصف خط علامت‌گذاری نشده‌است؛ بنابراین ساکنان سرحدی هر دو دولت برای دسترسی به آب و چراگاه‌ها و راه‌ها به مشکلات دچار می‌آیند. قلمروهای مورد بحث تقریباً ۳۰ درصد سرحد دو کشور را تشکیل می‌دهند.